# Pantonyssus
Pantonyssus is een kevergeslacht uit de familie van de boktorren (Cerambycidae). De wetenschappelijke naam van het geslacht werd voor het eerst geldig gepubliceerd in 1870 door Bates.

## Soorten
Pantonyssus omvat de volgende soorten:
- Pantonyssus bitinctus Gounelle, 1909
- Pantonyssus erichsonii (White, 1853)
- Pantonyssus flavipes Fisher, 1944
- Pantonyssus glabricollis Fuchs, 1961
- Pantonyssus nigriceps Bates, 1870
- Pantonyssus obscurus Martins, 2005
- Pantonyssus pallidus Martins, 1995
- Pantonyssus puncticollis Martins, 1995
- Pantonyssus santossilvai Martins, 2005
- Pantonyssus suturale Martins & Galileo, 2003